# Paramonova mangarra
Paramonova mangarra är en tvåvingeart som beskrevs av Kelsey 1987. Paramonova mangarra ingår i släktet Paramonova och familjen fönsterflugor. Inga underarter finns listade i Catalogue of Life.